# Caracas (savezni distrikt)
Distrikt glavnog grada (španjolski: Distrito Capital) je 24 savezna država Venezuele, koja leži u sredini sjevera zemlje.

## Karakteristike
U Distriktu glavnog grada živi 2.103.404 stanovnika (9,5 %) na površini od 438 km², što predstavlja 0,04 % teritorija Venezuele.
Distrikt glavnog grada sa sjevera graniči sa saveznom državom Vargas, a s juga, zapada i istoka s Državom Miranda. Administrativni centar distrikta je Caracas.
Distrikt glavnog grada je jedna administrativna jedinica - Općina Bolivariano Liberator, podijeljena na 22 parohija. To je jedna od najurbanijih općina, koja zauzima zone zapada i centra metropolitanskog Caracasa.
Pojedine parohije su toliko gusto naseljene da su pravi gradovi, kao;  Sucre (Catia) sa svojih 396.919 stanovnika, Caricuao (166.918), El Valle (152.763), Antimano (150.971) i La Vega (142.765).

## Povijest
Distrikt glavnog grada je posebna federalna jedinica formirana 1999. i zaštićena ustavom iste godine. Zamijenila je dotadašnji Federalni distrikt.
Trenutno zbog svog posebnog karaktera Distrikt glavnog grada ima šefa vlade kog imenuju predsjednik Republike i općinski gradonačelnik. Distrikt je pravni subjekt koji ne pripada niti jednoj državi, s pravom na zastupljenost u Narodnoj skupštini, pod jednakim uvjetima kao i svaka druga savezna država.

## Reljef
Reljef distrikta karakteriziraju dva planinska masiva Karipskih Andi i dolina u kojoj leži grad Caracas. Po planinama masiva prostire se poznati Nacionalni park Avila, u kom se nalaze brojni vrhovi viši od 2.000 metara; Pico Naiguatá (2700 m), Pico Oriental (2640 m), Pico Galindo (2600 m), Pico Occidental (2478 m) i Cerro El Ávila  (2,159 m). Između ta dva dva planinska masiva proteže se dolina grada Caracasa s rijekom Guaire.

## Klima
Prosječna godišnja temperatura u distriktu je 22 °C, u rasponu od 21 °C u najhladnijem siječnju, do 24 °C u najtoplijem svibnju. Trenutno su zbog klimatskih promena temperature mnogo ekstremnije. Tako za hladnih mjeseci gusta magla spušta termometar do 12 °C, dok se za toplijih mjeseci on penje i do 39 °C.

## Privreda
Ekonomija distrikta, bazira se uglavnom na javnom sektoru, financijama i prehrambenoj industriji.

## Vanjske poveznice
- Gobierno Distrito Capital   Arhivirana inačica izvorne stranice od 4. ožujka 2019. (Wayback Machine) (šp.)
- Distrito Capital na portalu Venezuela Tuya (šp.)